# 肯西特 (阿肯色州)
肯西特（英語：Kensett）是一個位於美國阿肯色州懷特縣的城市。

## 地理
肯西特的座標為35°13′58″N 91°40′13″W / 35.23278°N 91.67028°W，而該地的平均海拔高度為68米（即223英尺）。

## 人口
根據2020年美國人口普查的數據，肯西特的面積為4.87平方千米，當中陸地面積為4.83平方千米，而水域面積為0.04平方千米。當地共有人口1400人，而人口密度為每平方千米287人。